# Piney Point Village (Teksas)
Piney Point Village je grad u američkoj saveznoj državi Teksas. Prema popisu stanovništva iz 2010. u njemu je živjelo 3.125 stanovnika.